# Mitsubishi Galant
O nome Galant já foi utilizado para um modelo compacto da Mitsubishi Motors e atualmente é utilizado em um modelo de porte médio-grande.
Em 1987, o sexto modelo que adota o mais alto, o estilo de mistura com um sedan desportivo, esta geração foi um dos primeiros a incorporar a tecnologia de injeção de combustível multiponto, freios ABS 4 rodas motrizes e um potente motor 2.0 litro DOHC de 16 válvulas, além de grande conforto, bancos de couro, vidros elétricos e muito mais. Esta geração ganhou o Carro do Ano no Japão em 1987 e tornou-se o modelo GS Motor Trend e começaram a ser importado no ano de 1989. As vendas deste Galant começou nos Estados Unidos em 1989, com a Sigma.
Em 1991, a Mitsubishi Motors Company completou uma nova fábrica de montagem em Barcelona, Venezuela como Galant é um dos primeiros modelos produzidos. Foi vendido até 1994 sob os nomes ZX, MF, MS e MX, que foram identificados diferentes níveis de equipamentos e transmissão. A designação Sigma desapareceu com o modelo 1990. A modelo liftback hardtop foi adicionado em 1988, chamado de Mitsubishi Eterna. Esta geração também foi vendido no Canadá como o Dodge 2000GTX e 2000GTX Águia. Mas os leilões terminaram em 1992.
Um modelo de edição limitada baseada GTi 16v foi introduzido em 1989, alterado pela empresa alemã AMG (de propriedade da Mercedes-Benz), com motor um pouco melhorado (172 cv) e kit de corpo único, rodas de liga leve e interior de couro.

## Sexta geração
A sexta geração também foi o primeiro a ver a introdução de VR-4 (Transmissão de 4 rodas ou 4x4), que foi a base para a participação da Mitsubishi no 1988-1992 no Campeonato do Mundo de Ralis com o RALLIART Galant VR4. O Galant motor 4G63 DOHC turbo de dois litros e transmissão 4WD foi adaptado mais tarde para o Mitsubishi Lancer Evolution com pouca modificação, e permaneceria em produção há 15 anos.

## Galeria
- Primeira geração (1969-1973)
- Segunda geração (1973-1977)
- Terceira geração (1976-1980)
- Quarta geração (1980-1987)
- Quinta geração (1983-1989)
- Sexta geração (1987-1993)
- Sétima geração (1992-1998)
- Oitava geração (1996-2006)
- Nona geração (2004-2012)